# Zodarion viduum
Zodarion viduum är en spindelart som beskrevs av Denis 1937. Zodarion viduum ingår i släktet Zodarion och familjen Zodariidae.
Artens utbredningsområde är Portugal. Inga underarter finns listade i Catalogue of Life.